# Peukan Soet
Peukan Soet is een bestuurslaag in het regentschap Pidie van de provincie Atjeh, Indonesië. Peukan Soet telt 451 inwoners (volkstelling 2010).